# Lorenzo Ariaudo
Lorenzo Ariaudo (n. 11 iunie 1989, Torino, Italia) este un fotbalist italian care a jucat la clubul italian Juventus.